# Alfred G. Gilman
Pour les articles homonymes, voir Gilman.
Alfred Goodman Gilman est un biochimiste américain né à New Haven (Connecticut) le 1er juillet 1941 et mort le 23 décembre 2015 à Dallas. Il a reçu le prix Nobel de physiologie ou médecine en 1994 avec Martin Rodbell pour leurs travaux sur les protéines membranaires.

## Biographie
Alfred G. Gilman est né à New Haven, dans le Connecticut, comme il l'a dit par la suite, "avec une cuillère d'argent scientifique / universitaire" dans la bouche "ou peut-être un pilon (mais pas le mortier)". [5] Ses parents étaient Mabel (Schmidt). et Alfred Gilman [6], professeur à la Yale School of Medicine et l’un des auteurs du manuel de pharmacologie classique de Goodman & Gilman intitulé The Pharmacological Basis of Therapeutics (surnommé la «Bible bleue» de la pharmacologie) [5]. Son deuxième prénom était en l'honneur du co-auteur Louis S. Goodman. Le livre a été publié en 1941, année de sa naissance. Son ami Michael Stuart Brown (également né en 1941, puis lauréat du prix Nobel de médecine et de médecine en 1985) a dit en plaisantant que Gilman était "probablement la seule personne à avoir jamais été nommée d'après un livre texte". [6] En tant qu'un des rédacteurs du manuel de 1980 à 2000, il a d'abord collaboré avec son père, puis par Goodman [7]. Il avait une sœur aînée, Joanna Gilman. Il a grandi à White Plains, à New York, alors que son père travaillait à l'Université Columbia et au Collège de médecine Albert Einstein.